# كارلوس ألوس فيرير
كارلوس ألوس فيرير (بالإسبانية: Carlos Alós Ferrer)، (مواليد 21 يوليو 1975) بمدينة طرطوشة إقليم كاتالونيا، هو حارس مرمى كرة قدم إسباني سابق، ومدرب كرة قدم حالي، لعب وإشتغل بأوروبا مع عدة أندية إسبانية، وعمل كمنسق بأكاديمية نادي برشلونة لأقل من 19 سنة ببولندا، ومدير فني مع منتخب كازاخستان لأقل من 17 سنة ، بعدها أشرف على نادي كيرات ، والذي فاز معه بأول ألقابه كمدرب كأس كازاخستان 2017-18، وهو المدرب الحالي لنادي الجيش الملكي المغربي.

## مسيرته
- كلاعب

بدأ ممارسة كرة القدم في نادي مسقط رأسه «طرطوشة» سنة 1993، والذي يزاول في دوري الدرجة الثالثة في اسبانيا كحارس مرمى، وعندما وصل إلى سن العشرين، وقع عقدًا مع ديبورتيفو الافيس ب، وبعد عامين انتقل إلى دون بيناتو من الدرجة الثانية، ثم أنهى اللعب في نادي طرطوشة بمدينته في 2008 عن سن يناهز 33 سنة.
- كمدرب

بدأ ألوس مسيرته المهنية في عام 2003، مع فئات شباب أمبوستا، وفي عام 2005 تم تعيينه مديرا تقنيا للاعبين في Roquetenc، حيث حقق الصعود من الدرجة الإقليمية الأولى في موسمه الثاني.
في عام 2008، عُين ألوس مديراً لنادياً آخر كان يمثله كلاعب نادي طرطوشة، لكنه استقال في 11 فبراير من العام التالي، وانضم مباشرة إلى مجلس إدارة النادي، في يناير 2010، بعدها انتقل إلى خارج إسبانيا للمرة الأولى فإنضم مساعدا للمدرب الإسباني جوزيب جومباو في نادي كيتشي بدوري هونغ كونغ الممتاز، وفاز معه بالدوري، وشارك أيضاً في الدوري الآسيوي.
غادر ألوس هونغ كونغ في عام 2011، وتلقى عرضا من برشلونة، وبعد عامين من العمل في كاتالونيا، ذهب إلى بولندا كمنسق للمشروع الدولي لأكاديمية برشلونة في وارسو، بولندا. بعد أربع سنوات تلقى عرضا في 16 يناير 2015، لقيادة بوغون سيدلس في دوري بولندا الممتاز، ولكنه ترك النادي في مايو بسبب النتائج السلبية.
وفي أغسطس 2015، انتقل ألوس للعمل مع منتخب كازاخستان للشباب دون سن 17 عامًا في يناير 2017. وفي 26 يوليو من ذلك العام، تم الإعلان عنه كمدرب جديد لـنادي كيرات الممارس بدوري كازاخستان الممتاز، حيث قاده إلى نهاية الموسم.
في 28 نوفمبر 2017، مدد ألوس عقده مع كيرات لمدة عامين آخرين، وقاده لإتحلال الصف الثاني بالدوري المحلي والتأهل للدوري الأوروبي، والفوز بكأس كازاخستان 2017، وقاده للوصول للمباراة النهائية في نسخة 2018، وفي 15 أكتوبر 2018، غادر ألوس كيرات بالتراضي قبل إجراء المباراة النهائية. 
في 21 يناير 2019، أُعلن عنه كمدرب جديد لنادي الجيش الملكي بالدوري المغربي الممتاز.

## إنجازاته

### كمساعد مدرب
نادي كيتشي
- دوري هونغ كونغ لكرة القدم (1): 2010-11

### كمدرب
نادي كيرات
- كأس كازاخستان (2): 2017، 2018
- دوري كازاخستان الممتاز (وصيف): 2017